# Dolmen von Aesch

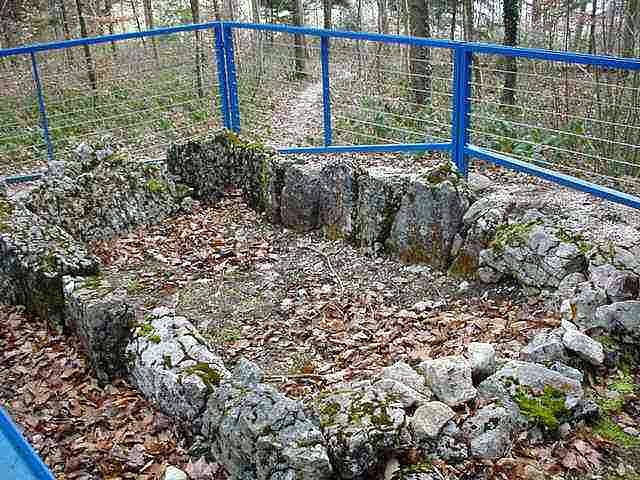
Dolmengrab bei Aesch

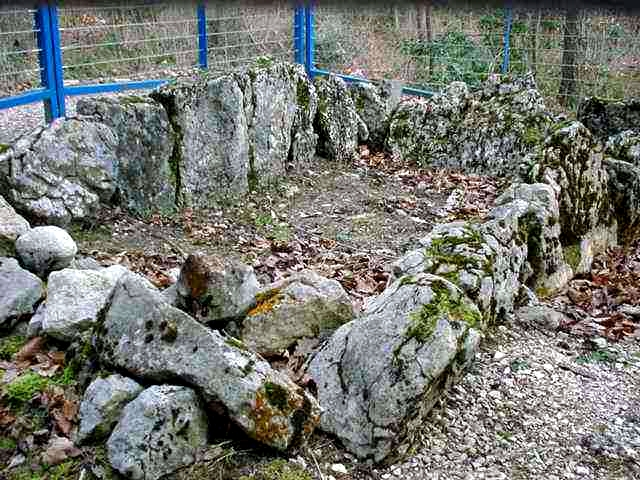
Dolmengrab bei Aesch

Der Dolmen von Aesch liegt im Gemeindewald von Aesch im Bezirk Arlesheim des Kantons Basel-Landschaft in der Schweiz.
Von den ehemals 17 aufrechten grossen Steinplatten, die die Kammer des Dolmens gebildet haben, sind nur Reste vorhanden. Die rund 4 × 3 Meter messende Kammer war wohl ursprünglich mit Steinplatten bedeckt. Das Monument hatte bei einer Höhe von 2 bis 2,5 Meter ein Volumen von rund 24 bis 30 Kubikmetern. Der Hügel muss etwa 4 m hoch gewesen sein und einem äusseren Durchmesser von 10 bis 12 Meter gehabt haben. Entdeckt wurde die Anlage 1907 von Karl Blarer, untersucht wurde sie von Paul Sarasin und Fritz Sarasin 1907/09. An der Peripherie wurden 1907 noch einige Steine festgestellt, die den Rand des Hügels markiert haben dürften. 
Es mag das Gemeinschaftsgrab einer ganzen Sippe gewesen sein. Die spärlichen Überreste menschlicher Knochen – vor allem Zähne – gehören zu 14 Kindern und 33 Erwachsenen. Mehrere durchbohrte Tierzähne dienten als Anhänger oder Amulette. Die 1993 an der ETH Hönggerberg in Zürich durchgeführte C14-Datierung ergab ein Alter von rund 4400 Jahren, die Anlage wurde also etwa 2400 v. Chr. errichtet. 
Das Grab gehört typologisch zu den Dolmen vom Typ Schwörstadt, wie sie z. B. auch in Laufen, Courgenay, Degernau und Schwörstadt zu finden sind.